# Plan Sussex
Pour les articles homonymes, voir Sussex.
Le Plan Sussex est une opération d'infiltration d'envergure sur le territoire français, alors sous occupation allemande durant la Seconde Guerre mondiale, mise au point en mars 1943 par l'état-major du général Eisenhower (SHAEF).

## Histoire

### Origine
Depuis le déclenchement de l'opération Barbarossa le 22 juin 1941, l'URSS et son chef Joseph Staline se battent seuls face à la puissante Wehrmacht sur le front de l'Est. Lors de la conférence de Téhéran, les Alliés concluent de la nécessité d'ouvrir un nouveau front à l'Ouest. Dans l'optique d'un débarquement en France, ils imaginent en mars 1943 le plan Sussex, afin d'installer dans les régions au nord de la Loire des binômes d'officiers observateur et radio, positionnés en des lieux stratégiques, en les parachutant dans les zones qui leur seront attribuées.

### Recrutement et formation
Afin d'accomplir cette mission, 120 volontaires hautement choisis, exclusivement français, sont soumis à un entraînement intensif durant de longs mois et formés à la technique du renseignement militaire par les services britanniques (Intelligence Service) et américains (OSS).
La formation était très complète et comprenait :
- Une activité physique très soutenue, encadrée par des sous-officiers des commandos britanniques et des Marines de l'armée américaine.
- Des cours de boxe.
- Des cours de close combat tous les matins en cas d'agressions, mais surtout dans le but d'apprendre à tuer en toute discrétion et sans armes, en brisant les vertèbres cervicales.
- Des cours de connaissances du matériel ennemi.
- Des cours de pilotage de camions, de cars et de motos en plus des voitures.
- Des cours de sabotage, avec manipulation d'explosifs et de grenades.
- Des cours de typographie et d'orientation.
- Des cours de cryptage et de décryptage des messages, surtout pour les opérateurs radio.
- Des cours radios.
- Une formation de parachutiste d'une semaine dans la célèbre école britannique des troupes aéroportées de Ringway, près de Manchester[1].

### Missions
Ces agents, envoyés en tenue civile, durent se fondre dans la masse. Ils eurent pour objectifs de renseigner les Alliés pendant et après le débarquement sur l'ordre de bataille et les mouvements de troupes de l’armée allemande, en particulier de ses divisions « Panzer », ainsi que sur ses dépôts d'armes, de carburant et ses installations de missiles V1 et V2. Grâce aux informations transmises, les alliés ont pu prendre les bonnes décisions et intervenir efficacement, notamment en attaquant des convois, et en positionnant leurs troupes et matériels à des endroits tactiques.
De février à septembre 1944, 2 équipes d'éclaireurs et 52 équipes Sussex ont été parachutées en zone occupée. Le travail des agents spéciaux fut difficile, en raison d'une Gestapo qui n'a cessé de s'aguerrir, mais les informations qu'ils ont transmises ont été déterminantes pour la réussite de l'opération Neptune (débarquement de Normandie) et, plus généralement, de l'opération Overlord (bataille de Normandie).
Évelyne Clopet (née le 14 février 1922 à Pornic, exécutée le 10 août 1944 à Saint-Ouen (Loir-et-Cher)) fut parachutée (c’était l’une des femmes, avec  Jeannette Guyot) en France dans le cadre du plan Sussex ; arrêtée par les Allemands après quelques missions de renseignement, elle fut torturée, puis fusillée avec ses 4 camarades.
Monsieur Henri VASTESAEGER tenait le café du "vent de bise", il fut recruté localement à Nivelle (Nord 59) par l'équipe Sussex Junot. Ce binôme était composé de l'observateur Alphonse Lacquement alias Andre Picot badge n°25 et radio René Beck alias René Caumont badge n°26 parachutés  dans la nuit du 28/05/1944 par un B24 Liberator.
Il hébergea et cacha le binôme ainsi que leur poste émetteur qui leur permettait de transmettre les renseignements à Londres.
Ils furent arrêtés par la Gestapo dans la nuit du 04 au 05/08/1944, emprisonnés à la prison de Lille puis le 01/09/1944 ils furent embarqués à bord du dernier train de Loos en direction des camps de concentration en Allemagne.  Le lendemain la ville fut libérée par les alliés...
Sur le chemin le binôme du plan Sussex s'échappa miraculeusement mais pas Henri VASTESAEGER. Il décéda à Buchenwald le 24/02/1945.
L'ensemble de son dossier est consultable au Service Historique de la Défense de Caen.
Sa mémoire est aujourd'hui honorée sur le monument aux morts de Nivelle et sur une plaque de bronze au musée de La coupole à Saint Omer.
Madame Andrée Goubillon, qui habitait au no 8 rue Tournefort à Paris, cacha et hébergea 42 parachutistes français des réseaux du plan Sussex, commandés par le colonel Malcolm Henderson (en) pour la libération de la France entre 1943 et 1944.

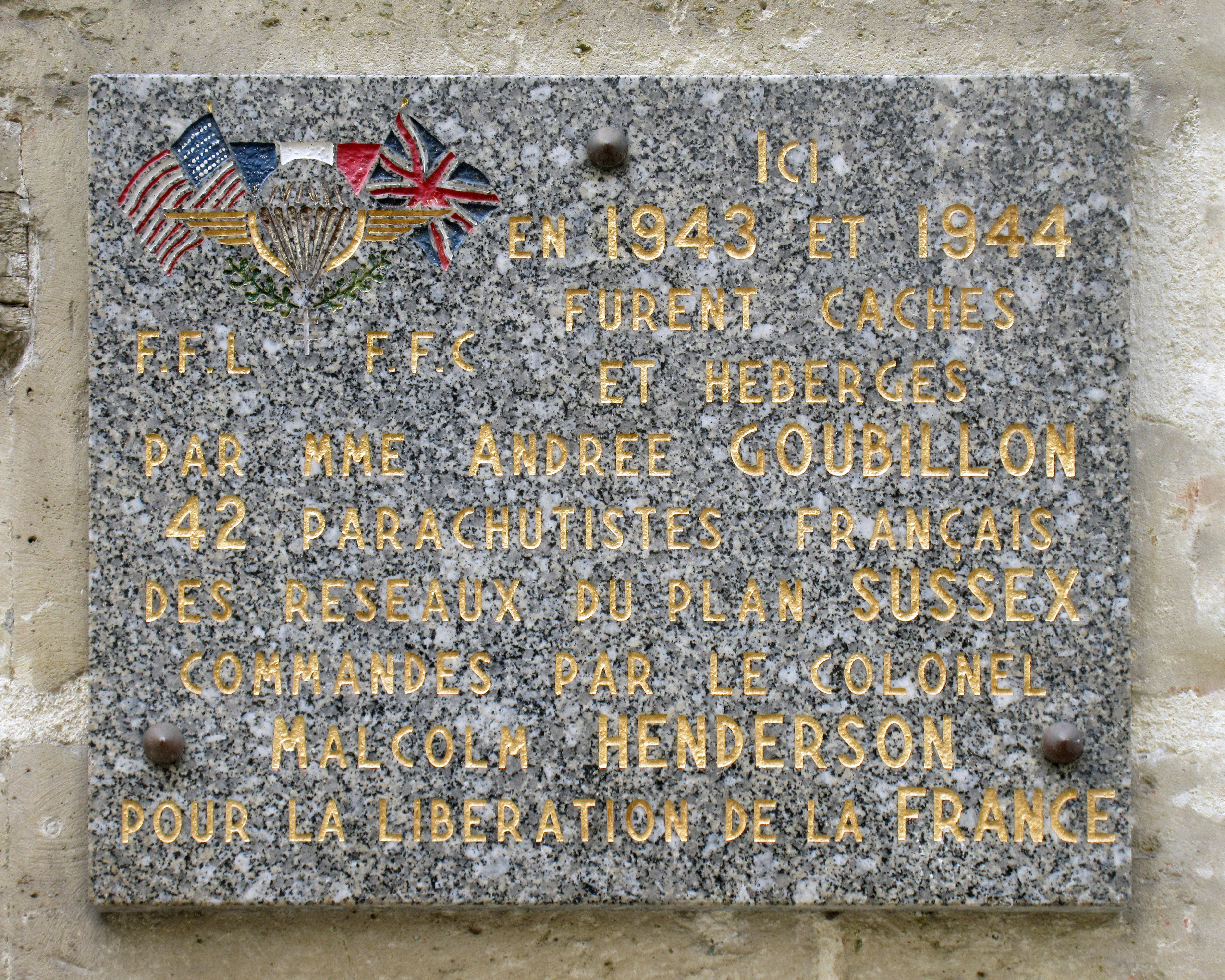
Plaque commémorative du no 8 rue Tournefort à Paris

## PlanProust
Ce plan, pensé en janvier 1944 pour compléter le plan Sussex déjà opérationnel, a servi d'importante réserve d'agents pour des missions qui ne pouvaient être réalisées par des volontaires de Sussex, l'OSS ayant souhaité réunir au sein d'une même opération le surplus d'agents Sussex et les volontaires du BCRA d’Afrique du Nord.
Les premières recrues étant donc majoritairement issues de Sussex, cela aura pour conséquence d'instaurer une mauvaise ambiance, des hommes dissipés et un moral très bas. Proust connaît donc des difficultés pour ses débuts, le fait que des hommes se perdent entre Alger et Londres, et les moyens colossaux mis à la disposition du plan Sussex ne sont pas étrangers au frein de son essor. Mais les choses s'améliorent après l'obtention du brevet de parachutiste lors de leur passage à Ringway.
Les agents spéciaux Proust, envoyés en France après le débarquement, réaliseront le même genre de mission que les agents Sussex. Les derniers volontaires à l'entraînement en Angleterre, fin août 1944, entrent majoritairement à la DGER. Les autres accompagnent les 3e et 7e armée américaine pour les aider dans leurs opérations, ou bien rejoignent l'OSS de Paris.

## Musée
La Collection Sussex, dédiée à tous les hommes et les femmes qui ont participé aux opérations du plan Sussex, est visible au musée MM Park France, situé à La Wantzenau, près de Strasbourg. Il a ouvert ses portes le 1er mars 2017 et abrite la collection d'Éric Kauffmann, l'une des plus importantes d'Europe concernant des véhicules et uniformes de la Seconde Guerre mondiale.